# Porsche 911 GT3
Porsche 911 GT3 är en högpresterande version av Porsche 911 en sportbil i första hand avsedd för racing. Det är en linje av högpresterande modeller, som började med  1973 911 Carrera RS. Porsche 911 GT3 är uppkallad efter Fédération Internationale de l'Automobile (FIA) Group GT3]-klassen där den var avsedd att konkurrera.
Ett antal varianter, konstruerade för väg och bana, har tillverkats sedan starten 1999. Mer än 14 000 911 GT3-bilar har producerats.
GT3 har haft en framgångsrik tävlingskarriär i den nationella serien Porsche Carrera Cup, och den internationella Porsche Supercup. Den har vunnit mästerskap och uthållighetstävlingar, inklusive GT klass American Le Mans Series sju gånger, första övergripande i Daytona 24-timmars, och första övergripande vid Nürburgring 24-timmars sex gånger.